# نهاية العلاقة (فلم)
نهاية العلاقة (بالإنجليزية: The End of the Affair) هو فيلم دراما رومانسية من إخراج نيل جوردن وبطولة رالف فاينس، جوليان مور وستيفن ريا. صدر الفيلم في الولايات المتحدة في 21 يناير 2000.